# Macrocephalon maleo
El talégalo maleo (Macrocephalon maleo) es una especie de ave galliforme de la familia Megapodiidae, la única del género Macrocephalon. Es propia de Indonesia (Célebes, Bangka, Lembeh y Butung). Mide unos 55 cm de longitud y está en peligro de extinción. No se conocen subespecies. 

Esta especie es endémica de la isla indonesia de Célebes. No suele estar presente a altitudes superiores a los 1000 metros y suele encontrarse en colinas bajas o selvas tropicales. Los lugares ideales para anidar incluyen las riberas de ríos, lagos y zonas costeras de la isla. Los maleos anidan en comunidad.

## Reproducción y hábitat
Los maleos se reproducen durante todo el año, pero la temporada alta de reproducción varía según la ubicación en la isla. Cuando se prepara para poner sus huevos, la hembra maleo, acompañada por su pareja, abandona el bosque de Sulawesi en busca de zonas de reproducción costeras históricas. Las hembras pueden poner entre 8 y 12 huevos a lo largo de un año. Una vez elegido el lugar óptimo, los maleos cavan un hoyo profundo y ponen el huevo dentro. Después de la puesta, los padres lo entierran de forma segura en la arena, a veces cubriéndola con otros residuos para camuflar mejor el hoyo.ref name=":2">«Daud Badu: A savior of maleo birds». www.thejakartapost.com. Consultado el 30 de octubre de 2015.</ref> Una vez que el huevo ha sido enterrado de forma segura, los padres se van y nunca regresan, dejando al polluelo maleo a su suerte.
La arena caliente de Sulawesi actúa como incubadora para los huevos de maleo, que se calientan con calor geotérmico o solar. Un polluelo de maleo es completamente autosuficiente tan solo horas después de la eclosión. Por esta razón, los huevos de maleo son aproximadamente cinco veces más grandes que los de una gallina doméstica, ya que contienen maleos casi completamente formados en su interior. Debe excavar en la arena inmediatamente después de la eclosión y, posteriormente, puede volar y alimentarse por sí mismo.